# Cyathea haughtii
Cyathea haughtii är en ormbunkeart som först beskrevs av William Ralph Maxon, och fick sitt nu gällande namn av R. M. Tryon. Cyathea haughtii ingår i släktet Cyathea och familjen Cyatheaceae. Inga underarter finns listade.